# Vjačeslavs Isajevs
Vjačeslavs Isajevs (Riga, 27 agosto 1993) è un calciatore lettone, difensore del Liepāja.

## Carriera

### Club
Ha cominciato la carriera nell'Olimps Rīga, debuttando in Virslīga il 27 agosto 2010, nella sconfitta contro il Metalurgs Liepāja; concluso il primo anno con appena tre presenze all'attivo, nella stagione successiva collezionò 27 presenze, ma la squadra finì ultima, retrocedendo. Isajevs si trasferì allo Skonto, ma nella prima stagione militò nella formazione riserve che giocava in 1. Līga 2012.
Il 12 aprile 2013 giocò la sua prima gara di campionato con la maglia dello Skonto, quella contro il Metta/LU valida per la terza giornata in cui entrò nel finale al posto di Renars Rode; il 26 giugno dello stesso anno segnò anche la sua prima rete in Virsliga, nella goleada contro il Jūrmala. Dopo meno di un mese, fece il suo esordio nelle coppe europee: giocò infatti la vittoriosa trasferta contro il Tiraspol, valido per l'andata del primo turno di qualificazione alla UEFA Europa League 2013-2014.
Nel marzo del 2016, lasciò lo Skonto, che stava fallendo, per accasarsi all'RFS Riga. Col nuovo club in cinque stagioni vinse due Coppe di Lega lettoni (nel 2017 e nel 2018) e la Coppa di Lettonia 2019. Nel si trasferì al Liepāja, con cui ha giocato una stagione e mezzo, totalizzando 34 partite e una rete in campionato. Nel luglio del 2022 si trasferì all'Auda Ķekava.

### Nazionale
Nel 2011 ha totalizzato due presenze nella selezione lettone Under-19. Nel biennio 2012-2013 ha giocato undici volte con la nazionale Under-21, di cui tre in gare di qualificazione all'europeo di categoria. Esordì il 21 gennaio 2012 in amichveole coi pari età della Moldavia, entrando nel finale al posto di Aleksandrs Baturinskis.
Ha debuttato in nazionale maggiore il 9 settembre 2018 in UEFA Nations League nella partita persa 1-0 contro la Georgia a Tbilisi, in cui fu anche ammonito. Nel giro di pochi mesi totalizzò sette presenze, per poi essere escluso negli anni successivi.

## Statistiche

### Cronologia presenze e reti in nazionale
| Cronologia completa delle presenze e delle reti in nazionale ― Lettonia | Cronologia completa delle presenze e delle reti in nazionale ― Lettonia | Cronologia completa delle presenze e delle reti in nazionale ― Lettonia | Cronologia completa delle presenze e delle reti in nazionale ― Lettonia | Cronologia completa delle presenze e delle reti in nazionale ― Lettonia | Cronologia completa delle presenze e delle reti in nazionale ― Lettonia | Cronologia completa delle presenze e delle reti in nazionale ― Lettonia | Cronologia completa delle presenze e delle reti in nazionale ― Lettonia |
| Data                                                                    | Città                                                                   | In casa                                                                 | Risultato                                                               | Ospiti                                                                  | Competizione                                                            | Reti                                                                    | Note                                                                    |
| ----------------------------------------------------------------------- | ----------------------------------------------------------------------- | ----------------------------------------------------------------------- | ----------------------------------------------------------------------- | ----------------------------------------------------------------------- | ----------------------------------------------------------------------- | ----------------------------------------------------------------------- | ----------------------------------------------------------------------- |
| 9-9-2018                                                                | Tbilisi                                                                 | Georgia                                                                 | 1 – 0                                                                   | Lettonia                                                                | UEFA Nations League 2018-2019                                           | -                                                                       | 61’                                                                     |
| 13-10-2018                                                              | Riga                                                                    | Lettonia                                                                | 1 – 1                                                                   | Kazakistan                                                              | UEFA Nations League 2018-2019                                           | -                                                                       | 27’                                                                     |
| 16-10-2018                                                              | Riga                                                                    | Lettonia                                                                | 0 – 3                                                                   | Georgia                                                                 | UEFA Nations League 2018-2019                                           | -                                                                       | 46’                                                                     |
| 15-11-2018                                                              | Astana                                                                  | Kazakistan                                                              | 0 – 0                                                                   | Lettonia                                                                | UEFA Nations League 2018-2019                                           | -                                                                       |                                                                         |
| 19-11-2018                                                              | Andorra la Vella                                                        | Andorra                                                                 | 0 – 0                                                                   | Lettonia                                                                | UEFA Nations League 2018-2019                                           | -                                                                       |                                                                         |
| 21-3-2019                                                               | Skopje                                                                  | Macedonia del Nord                                                      | 3 – 1                                                                   | Lettonia                                                                | Qual. Euro 2020                                                         | -                                                                       |                                                                         |
| 24-3-2019                                                               | Varsavia                                                                | Polonia                                                                 | 2 – 0                                                                   | Lettonia                                                                | Qual. Euro 2020                                                         | -                                                                       |                                                                         |
| Totale                                                                  |                                                                         | Presenze                                                                | 7                                                                       |                                                                         | Reti                                                                    | 0                                                                       |                                                                         |

## Palmarès

### Club
- Coppa di Lega lettone: 2

RFS Riga: 2017, 2018
- Coppa di Lettonia: 1

RFS Riga: 2019